# Agelena labyrinthica
Agelena labyrinthica es una especie de araña araneomorfa de la familia Agelenidae que habita en prados secos de escasa vegetación, preferentemente soleados y en verano. Se distribuye por la región Paleártica en Eurasia.
Construye a ras de suelo una enorme telaraña en forma de embudo con una superficie a ras de suelo de casi medio metro de ancho, sujeta en el matorral que la rodea con largos filamentos. En el centro del embudo una larga tela en forma de tubo alberga en su interior a la araña, donde espera pacientemente la caída de una presa en su tela, momento en el que la vibración le hace salir disparada a capturar su presa.
Como en otras arañas, el macho debe dirigirse hasta la tela de su compañera y tras la fecundación es frecuente que sea devorado por ésta. Después, la hembra mantiene resguardada su puesta en un capullo dentro del interior de su tubo, hasta que eclosionan las hijas.

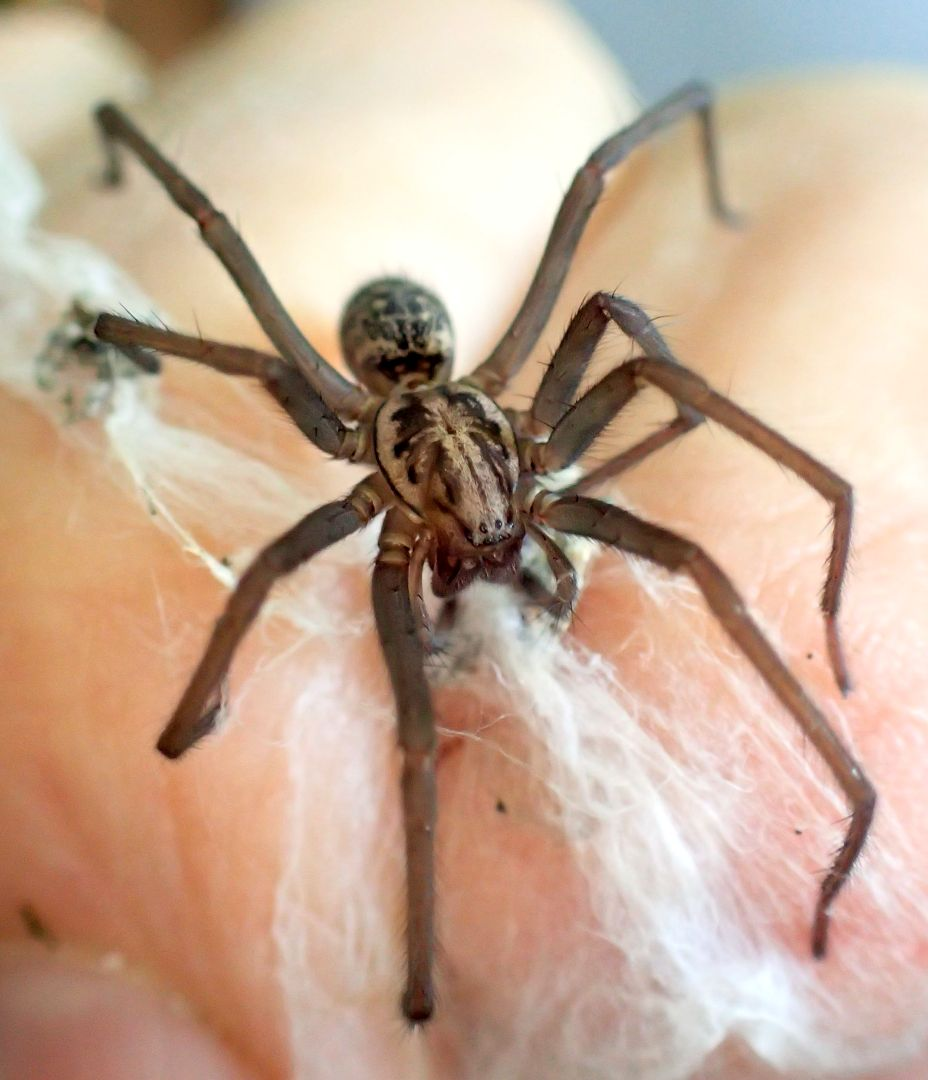
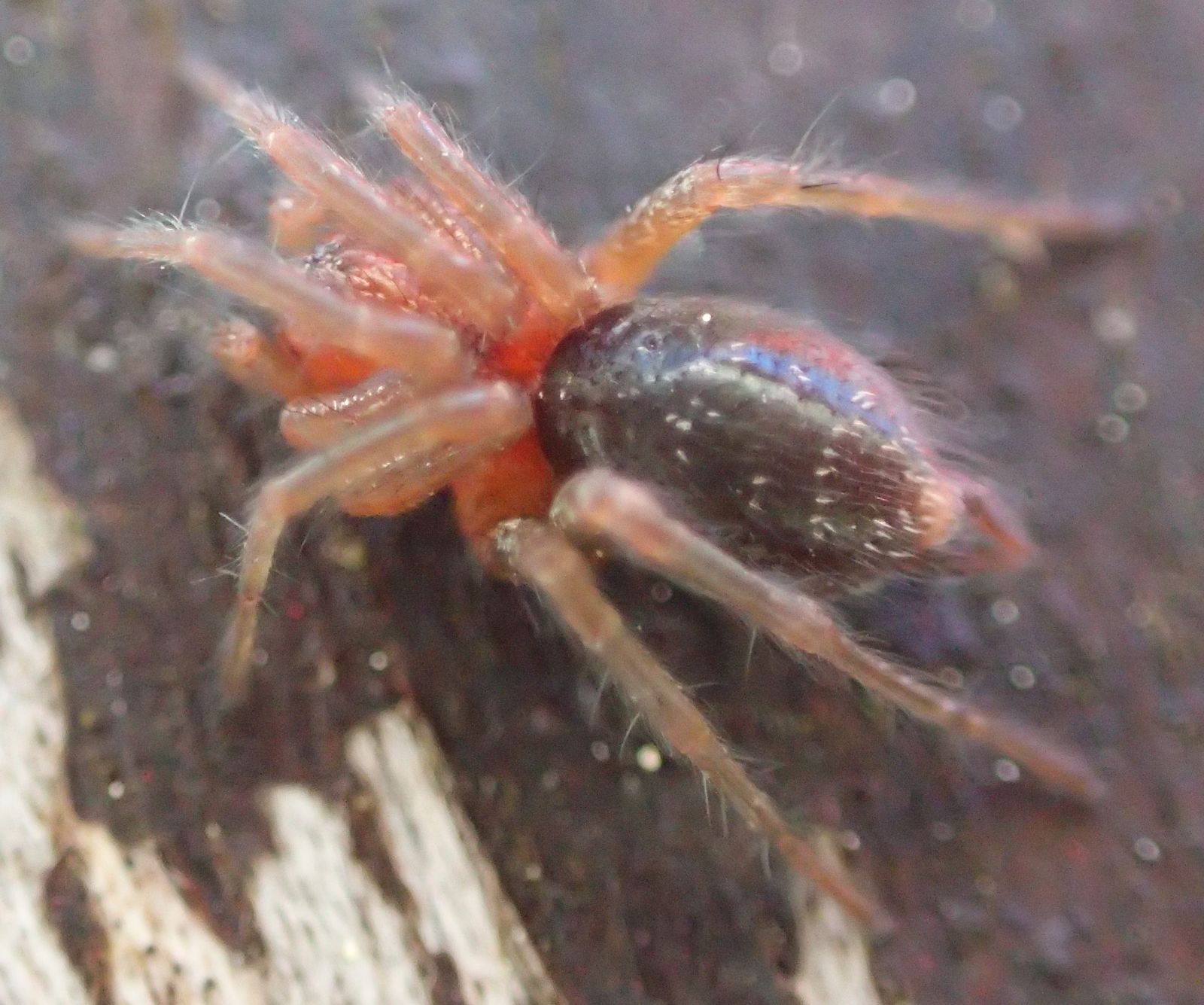
Muy joven